# سری دهدهی
در رایانه‌ها، نمایش عددی سری دهدهی، نمایشی است که در آن ده بیت برای هر رقم رزرو می‌شود، با یک بیت متفاوت بسته به اینکه کدام یک از ده رقم ممکن در نظر گرفته شده‌است، روشن می‌شود. انیاک و کالدیک از این نمایش استفاده کردند.